# David Evans (squash)
Pour les articles homonymes, voir David Evans et Evans.
David Evans, né le 24 octobre 1974 à Pontypool, est un joueur professionnel de squash représentant le pays de Galles. Il atteint le troisième rang mondial en février 2001, son meilleur classement. Il remporte le British Open en 2000. Avec l'équipe du pays de Galles, il est finaliste des championnats du monde par équipes en 1999.

## Palmarès

### Titres
- British Open : 2000
- Championnats du pays de Galles : 8 titres (1994-2001)

### Finales
- Championnats britanniques : 2000
- Championnats du monde par équipes : 1999
- Championnats d'Europe par équipes : 1997

## Liens  externes
- Ressource relative au sport :   - Squash Info